# Marlina Mitterhofer
Marlina Adeodata Mitterhofer (* 1998 in München) ist eine deutsche Schauspielerin.

## Leben
Mitterhofer wuchs in ihrer Geburtsstadt München auf und schloss dort 2021 ein Schauspielstudium an der Otto-Falckenberg-Schule ab. 2019/20 spielte sie an den Münchner Kammerspielen. Seit 2021 gehört sie zum Ensemble des Theaters Aachen.
Aufmerksamkeit erregte sie 2022 mit ihrem Fernsehdebüt in der Tatort-Episode Liebe mich! als Julia Ihle, die am Ende der Folge zur Mörderin von Kommissarin Martina Bönisch wird.

## Filmografie
- 2012: Die Chefin (Fernsehserie, Folge Das 5. Gebot) (Jessi Michalke)
- 2022: Tatort: Liebe mich (Fernsehreihe) (Julia Ihle)
- 2022: Tatort: Murot und das Gesetz des Karma (Fernsehreihe) (Halina)
- 2022: Alice (Ulrike)
- 2023: In aller Freundschaft (Fernsehserie, Folge 1022 Selbstbestimmung) (Emilia Ullrich)
- 2024: SOKO Köln (Fernsehserie, Folge Ausgestopft) (Kiki Zilke)
- 2024: Schleudergang (Comedyserie, Folge Mäuse melken) (Luna)
- 2025: In aller Freundschaft (Fernsehserie, Folge 1086 Alles für ein Kind) (Emilia Ullrich)